# Бегичев, Сергей Владимирович
Сергей Владимирович Бегичев (1894—1969) — председатель колхоза имени Чапаева Михайловского района Рязанской области, Герой Социалистического Труда (08.01.1960).

## Биография
Родился в д. Карамышево Михайловского уезда Рязанской губернии.
С 1939 по 1962 год председатель колхоза имени Чапаева (Михайловский район Рязанской области), к которому в конце 1940-х и начале 1950-х гг. было присоединено несколько отстающих хозяйств. 
Создал многоотраслевое высокомеханизированное предприятие, добивавшееся высоких результатов в сельскохозяйственном производстве.
В числе группы работников колхозов и совхозов Рязанской области присвоено звание Героя Социалистического Труда с вручением ордена Ленина и золотой медали «Серп и Молот» (08.01.1960). Формулировка Указа: за выдающиеся успехи, достигнутые в деле увеличения в 1959 году производства мяса в колхозах и совхозах в 3,8 раза и продажи мяса государству в целом по области в три раза больше, чем в 1958 году, увеличения производства и продажи государству также других сельскохозяйственных продуктов.
С 1962 г. на пенсии.
Умер в 1969 (по данным Рязанской энциклопедии — 1967) году.